# Sky UK
Sky UK (anteriormente British Sky Broadcasting Limited, BSkyB y Sky) es una compañía de telecomunicaciones que presta servicios en el Reino Unido. Sky ofrece servicios de Internet de banda ancha y televisión, servicios de línea fija y telefonía móvil a consumidores y empresas en el Reino Unido. Es la compañía de televisión de pago más grande del Reino Unido con 11 millones de clientes a partir de 2015. Fue el servicio de televisión digital más popular del Reino Unido hasta que fue superado por Freeview en abril de 2007. Su sede corporativa se encuentra en Isleworth.
Formado en noviembre de 1990 por la fusión igual de Sky Television y British Satellite Broadcasting, Sky se convirtió en la compañía de televisión de suscripción digital más grande del Reino Unido. Tras la adquisición de Sky Italia en 2014 por Sky y una participación mayoritaria del 90.04% en Sky Deutschland en noviembre de 2014, su holding British Sky Broadcasting Group plc cambió su nombre a Sky plc. El nombre de la filial británica cambió de British Sky Broadcasting Limited a Sky UK Limited, y continúa operando como Sky a partir de noviembre de 2018.
Sky UK Limited es una subsidiaria de Sky, cuyos directores actuales son Andrew Griffith y Christopher Taylor. Griffith actúa como director financiero (CFO) y director administrativo de la división de negocios comerciales.